# Рівненська обласна універсальна наукова бібліотека
Рівненська обласна універсальна наукова бібліотека (акр. РОУНБ) — головна книгозбірня регіону, депозитарій краєзнавчих ресурсів, культурно-освітній, науково-методичний та навчальний центр. Розташована в центрі міста — вулиця Короленка, 6.

## Історія та сучасний стан бібліотеки
Бібліотека заснована в лютому 1940 році. Книжковий фонд (30 тис. прим.) складався з конфіскованих книжок приватних бібліотек, бібліотеки князів Любомирських, міського музею, польської гімназії, польської бібліотеки вчителя, повітового відділу молодіжної освітянської бібліотеки, поліцейської бібліотеки.
Після звільнення обласного центру від німецько-фашистських військ робота бібліотеки розпочалась у жовтні 1944 року. Було створено 3 відділи: обробки літератури, абонемент і читальню. З 1960 року бібліотека стала державною обласною науковою бібліотекою універсального профілю, центральним книгосховищем вітчизняних творів друку, рукописів, літератури іноземними мовами, науково-методичним центром державних масових бібліотек, базою обласного управління культури по координації та кооперуванню діяльності бібліотек усіх систем і відомств на території Рівненщини. Штат бібліотеки становив 26 чол., обслуговувалось 10 тис. читачів, фонд нараховував 219. 8 тис. прим. книг.
У 1981 році бібліотека отримала нове чотирьохповерхове приміщення площею 5 тис. м2. Нове приміщення надало можливості для впровадження сучасної структури обслуговування читачів: створено відділ іноземної літератури, відділ краєзнавчої літератури і бібліографії, редакційно-видавничий відділ, сектор статистики та контролю із столом довідок. У різні роки книгозбірня отримувала від 18 до 25 тис. назв книг щорічно.
На початку 90-х розгорнула інноваційні методи господарювання — залучення додаткових коштів для покращання свого фінансового стану. Збільшився перелік платних бібліотечних послуг, особливе місце серед яких посідає інформаційно-бібліографічне забезпечення підприємств і організацій, навчальних закладів за договорами.
У 1991 році розпочалась комп'ютеризація традиційних бібліотечних технологій на основі локальної мережі персональних комп'ютерів. Автоматизовано такі технологічні процеси: облік нових надходжень та обробка документів, бібліотечна статистика. Створено електронний каталог, електронну картотеку статей, на основі яких здійснюється довідково-бібліографічне обслуговування користувачів. Створюється регіональна електронна база даних краєзнавчої літератури, в тому числі повнотекстових краєзнавчих документів.
До послуг користувачів безкоштовний доступ до мережі Інтернет.

Четвертий поверх
Хол бібліотеки
Вигляд з четвертого поверху
Читальна зала

## Фонди
Фонди бібліотеки нараховують понад 550 тис. одиниць видань українською, російською, польською, англійською та ін. мовами. Склад фондів — універсальний за змістом. Провідне місце займає наукова та виробнича література. Широко представлені довідкові видання: енциклопедії, довідники, словники, бібліографічні посібники, містяться також платівки, ізовидання, ноти, електронні видання. Гордість бібліотеки — рідкісні книги. Серед них — література XVII–XIX ст. з різних галузей знань, прижиттєві видання І. Буніна, М. Костомарова, багатотомне видання словника Д. Дідро, «История русскаго искусства» в 5-ти т. І. Грабаря, книги з серії «Музей європейського мистецтва» з гравюрами, виданої у Польщі в  1875 році. Має популярність серед наукових працівників «Энциклопедический словарь» Ф. Брокгауза та І. Ефрона у 82 т., «Всеобщая история литературы» в 3 т. під редакцією В. Ф. Корша.

## Користувачі
Станом на 1 жовтня 2017 року, Рівненська обласна універсальна наукова бібліотека обслуговує понад 10 тис. читачів. Книговидача становить понад 700 тис. прим. видань.
Щоденно бібліотеку відвідує в середньому близько 400 читачів. Серед них — наукові працівники, спеціалісти технічного та гуманітарного профілю, діячі культури і мистецтва, службовці, студенти, пенсіонери.

## Послуги бібліотеки

### Інтернет центр
Інтернет центр надає послуги:
1. Доступ до мережі Інтернет відповідно до правил користування центром;
2. Організація групового та індивідуального навчання за темами:
 — освоєння роботи на персональному комп'ютері
 — освоєння роботи на смартфоні
 — робота з програмами пакету Microsoft Office
 — методика створення мультимедійної презентації
 — навчання різних методів пошуку інформації в Інтернет
 — робота в комунікаційних програмах: Skype, ICQ
 — створення та підтримка блогу (технології веб 2.0).
Wi-Fi доступ до мережі Інтернет.
Всі послуги інтернет центру безкоштовні.

### Інтернет-центр «Окуляр» для людей з інвалідністю з порушеннями зору
Інтернет-центр «Окуляр» пропонує:
- записатися на заняття по оволодінню комп'ютером та мережею Інтернет;
- за допомогою консультанта навчитися працювати за комп'ютером, шукати інформацію в мережі Інтернет, друкувати текст десятипальцевим методом за допомогою програм збільшення зображення, синтезатора мови та клавіатурного тренажера.

### Сектор реєстрації користувачів
У секторі можна:
- оформити електронні реєстраційні документи користувачів бібліотеки;
- отримати консультації з правил користування бібліотекою, про розміщення відділів бібліотеки;
- замовити індивідуальні та групові екскурсії по бібліотеці;
- залишити повідомлення у книзі відгуків та пропозицій;
- ознайомитися з анонсом подій та масових заходів бібліотеки.

### Відділ абонемента
У відділі можна:
- взяти додому книги, журнали, CD (аудіокниги) терміном на 1 місяць;
- користуватись книгами, придбаними за кошти від господарської діяльності;
- залишити свою книгу, а взамін взяти із запропонованих, яка найбільше зацікавить;
- переглянути виставки нових книг, тематичні виставки;
- скористатися доставкою книг додому;
- замовити індивідуальні та групові екскурсії по бібліотеці;
- відвідати масові заходи, презентації;
- отримати послугу в організації проведення інформаційно-масових заходів;
- обміняти книгу в «Пункті вільного обміну книгами» Буккросінг.

### Відділ наукової інформації та бібліографії
У відділі можна:

Каталоги

- отримати інформацію про склад фонду бібліотеки, скориставшись:
 — алфавітним та систематичним каталогами;
 — систематичною картотекою статей;
 — електронним каталогом книг;
 — електронною картотекою статей;
 — базою даних статей з питань євроінтеграції;
 — електронним каталогом назв періодичних видань — 2006–2011 рр.;
 — електронним каталогом періодичних видань Рівненської обласної універсальної наукової бібліотеки з 1945 по 2004 р.;
- користуватися довідковим фондом: енциклопедіями, довідниками, словниками, бібліографічними покажчиками;
- скористатися послугами пункту доступу громадян до урядової інформації та отримати консультації з пошуку інформації у мережевих ресурсах державних органів влади та управління;
- отримати повні тексти документів з періодичних видань, книг українською та російською мовами різноманітної тематики, скориставшись електронною бібліотекою;
- за допомогою бібліографа навчитися користуватися каталогами, картотеками, бібліографічними посібниками;
- підготувати фактографічні, аналітичні довідки з використання ЕБД;
- скласти бібліографічні списки для курсових, дипломних і наукових робіт, тематичні списки нових надходжень, скласти каталоги для особистих бібліотек та бібліотек підприємств, установ та організацій;
- отримати консультації через віртуальну довідку[5]
- переглянути віртуальні виставки на сайті бібліотеки;
- маючи власний ноутбук, користуватися Wi-Fi доступом до мережі Інтернет. Код для доступу можна взяти на 4 поверсі у читальній залі;
- замовити індивідуальні та групові екскурсії по бібліотеці.

### Відділ інформації та документів виробничої тематики
У відділі можна:
- переглянути книги та журнали сільськогосподарської тематики, з питань техніки, виробництва, моделювання, конструювання, економіки;
- відвідати презентації виробів місцевих підприємств, фірм, ділові зустрічі з підприємцями, провідними спеціалістами різних галузей промисловості та сільського господарства;
- отримати послуги в організації проведення презентацій фірм, організацій, установ;
- переглянути тематичні виставки та виставки нових надходжень;
- переглянути віртуальні виставки з питань техніки, економіки, виробництва, сільського господарства, моделювання, конструювання на сайті бібліотеки;
- замовити інформаційно-бібліотечне обслуговування підприємств, установ, організацій згідно з договорами;
- користуватися доступом до мережі Інтернет;
- маючи власний ноут-бук користуватися Wi-Fi доступом до мережі Інтернет. Код для доступу можна взяти на 4 поверсі у читальній залі;
- зробити ксерокопії документів;
- замовити індивідуальні та групові екскурсії по бібліотеці

### Відділ обслуговування документами з мистецтва
У відділі можна:

Один з заходів у відділі

- переглянути книги та журнали з усіх напрямків мистецтва: живопис, музика, театр, архітектура, народна творчість та етнографія, музеєзнавство та ін.;
- скористатися документами, придбаними за кошти від господарської діяльності;
- дізнатися про склад фонду грамплатівок та нотних видань через ДБА відділу;
- взяти додому нотні видання, грамплатівки;
- користуватися тематичними картотеками;
- отримати інформацію з питань культури і мистецтва;
- переглянути віртуальні виставки з мистецтва на сайті бібліотеки;
- зустрітися з художниками, митцями декоративно-ужиткового мистецтва, музикантами на презентаціях їх творчих доробок;
- відвідати літературно-мистецькі заходи у рамках клубу «У світі прекрасного»;
- взяти участь у майстер-класах;
- замовити індивідуальні та групові екскурсії по бібліотеці;
- маючи власний ноут-бук користуватися Wi-Fi доступом;
- отримати послугу в організації проведення культурно-мистецьких заходів, конкурсів, виставок.

### Відділ обслуговування документами іноземними мовами
У відділі можна:
- дізнатися про склад фонду відділу, скориставшись алфавітним та систематичним каталогами, тематичними картотеками, електронним каталогом книг та електронною картотекою статей іноземними мовами;
- переглянути у відділі художню літературу іноземними мовами або взяти додому;
- переглянути у відділі галузеву літературу іноземними мовами
- користуватися документами, придбаними за кошти від господарської діяльності;
- переглянути постійно діючі тематичні виставки, виставки нових надходжень, виставки стародруків іноземними мовами;
- швидко та досконало вивчити англійську мову за допомогою лінгвістичного програмного забезпечення Rosseta Stone;
- користуватися фондом Гете-Інституту (сучасні друковані видання, відео- та аудіо записи на електронних носіях німецькою мовою, які відображають найактуальніші теми та тенденції сучасної Німеччини, книги німецькою мовою, довідники та енциклопедичні видання, німецька періодика, музичні записи та тексти на CD та аудіокасетах, відеофільми на DVD). Видання з фонду Гете-Інституту оновлюються щоквартально та видаються на абонемент у безкоштовне користування;
- відвідати засідання німецькомовного клубу (Засідання німецького мовного клубу відбувається щочетверга о 17 год.);
- користуватися доступом до Інтернету;
- маючи власний ноутбук користуватися Wi-Fi доступом до мережі Інтернет. Код для доступу можна взяти на 4 поверсі у читальній залі.
- замовити індивідуальні та групові екскурсії по бібліотеці;
- зробити ксерокопії документів;
- відвідати масові заходи, презентації.

#### Центр «Вікно в Америку»
У центрі можна:
- взяти додому книги з історії, економіки, права і Конституції США, адресні книги та довідкову літературу про промислові та торгові фірми, асоціації Америки, методичні посібники для викладачів англійської мови, підручники з вивчення англійської, словники, енциклопедичні видання (Americana, Britannica, Grolier, World Book) як в книжковому так і в електронному видах;
- отримати інформацію про історію, суспільний та державний устрій США, про можливості навчання та стажування у Сполучених Штатах;
- ознайомитися з американськими програмами допомоги та обміну;
- отримати кваліфіковану інформацію про програми обміну студентів та учнів або стажування спеціалістів у США;
- ознайомитися з поточними подіями центру на сайті бібліотеки;
- користуватися доступом до мережі Інтернет (3 місця доступу);
- відвідати засідання клубу «English Club» за участю волонтерів Корпусу Миру, на якому можна поспілкуватися із учнями, студентами, викладачами, які відвідали США за освітніми програмами, переглянути американські художні та документальні фільми, вдосконалити знання англійської мови, засвоїти граматику та просто цікаво провести дозвілля (Засідання клубу «English Club» відбувається щосереди о 16 год.).

### Читальна зала бібліотеки
У читальній залі можна:

Робочі місця безкоштовного користування доступом до мережі Інтернет

- з відкритого фонду безкоштовно взяти додому книги гуманітарного та природничо-наукового змісту терміном на 1 місяць;
- переглянути у відділі книги та журнали з різних галузей знання (економіки, філософії, суспільствознавства, природознавства, правознавства, бухгалтерській справі і т. д.);
- користуватися документами, придбаними за кошти від господарської діяльності;
- скористатися послугами пункту доступу громадян до урядової інформації та отримати консультації з пошуку інформації у мережевих ресурсах державних органів влади та управління;
- отримати повні тексти документів з періодичних видань, книг українською та російською мовами різноманітної тематики, скориставшись електронною бібліотекою;
- переглянути тематичні виставки, виставки рідкісних і цінних видань;
- переглянути віртуальні виставки на сайті бібліотеки;
- безкоштовно користуватися доступом до мережі Інтернет (6 місць доступу);
- маючи власний ноутбук користуватися бездротовий доступом до мережі через Wi-Fi;
- замовити індивідуальні та групові екскурсії по бібліотеці;
- зробити ксерокопії документів;
- роздрукувати текст;
- відвідати літературно-мистецькі заходи, презентації;
- отримати послуги в організації проведення інформаційно-масових заходів.

#### Центр європейської інформації
У центрі можна:

Центр європейської інформації

- безкоштовно взяти додому книги та електронні документи з питань євроінтеграції;
- отримати інформацію про Європейський Союз, відносини Україна-ЄС, програми та проекти ЄС в Україні, діяльність європейської комісії та її представництва в Україні, традиції та цінності європейської спільноти;
- користуватися безкоштовним доступом до мережі Інтернет;
- отримати консультації з питань європейської та євроатлантичної інформації;
- взяти участь в конференціях, круглих столах та семінарах, фотоконкурсах з питань європейської інтеграції.

### Відділ краєзнавства
У відділі можна:

Книжкова виставка

- переглянути книги краєзнавчого змісту, обласні та районні газети;
- користуватися документами, придбаними за кошти від господарської діяльності;
- користуватися систематичним зведеним краєзнавчим каталогом;
- отримати інформацію про Рівненщину;
- переглянути виставки книг краєзнавчої тематики;
- переглянути віртуальні виставки на сайті бібліотеки;
- отримати інформацію та повні тексти документів, пов'язаних змістом з Історичною Волинню, скориставшись електронною бібліотекою «Історична Волинь»;
- зустрітися з письменниками Рівненщини на презентаціях нових видань, літературно-музичних вечорах тощо;
- маючи власний ноутбук користуватися Wi-Fi доступом до мережі Інтернет. Код для доступу можна взяти на 4 поверсі у читальній залі;
- відвідати масові заходи, презентації;
- отримати послуги в організації проведення інформаційно-масових заходів.

## Видавнича робота

Видання РДОБ

У бібліотеці ведеться значна видавнича робота: готуються науково-допоміжні, рекомендаційні бібліографічні посібники, науково-методичні та інформаційно-бібліографічні матеріали, рекламна продукція тощо.
За останній період бібліотекою підготовлено та видано ряд друкованих видань:
- Літопис головної книгозбірні Рівненщини: ретроспективний бібліографічний покажчик
- Книга Рівненщини: щорічний анотований каталог видань
- Природно-заповідний фонд Рівненської області
- Інва.net: інформаційний бюлетень
- Література до знаменних і пам'ятних дат Рівненщини: щорічний покажчик літератури
- Новини краєзнавчої літератури: щоквартальний покажчик літератури
- Біобібліографічні покажчики серій «Славетні земляки» та «Дослідники рідного краю».

## Веб-ресурси
- Офіційний сайт Рівненської обласної універсальної наукової бібліотеки
- Онлайн-платформа «Рівне та рівняни у фотографіях. Цифрова пам’ять Рівного»
- Електронна бібліотека «Історична Волинь»
- Сайт «Аудіобібліотека»
- Сайт-меморіал «Революція гідності. Війна. Рівненщина»
- Календар знаменних та пам'ятних дат Рівненщини
- Цифровий архів рівненської обласної газети «Червоний прапор»
- Цифрові колекції РОУНБ
- Мистецька галерея Рівненської обласної бібліотеки
- Проєкт «Велике читання»